# Ictiófago

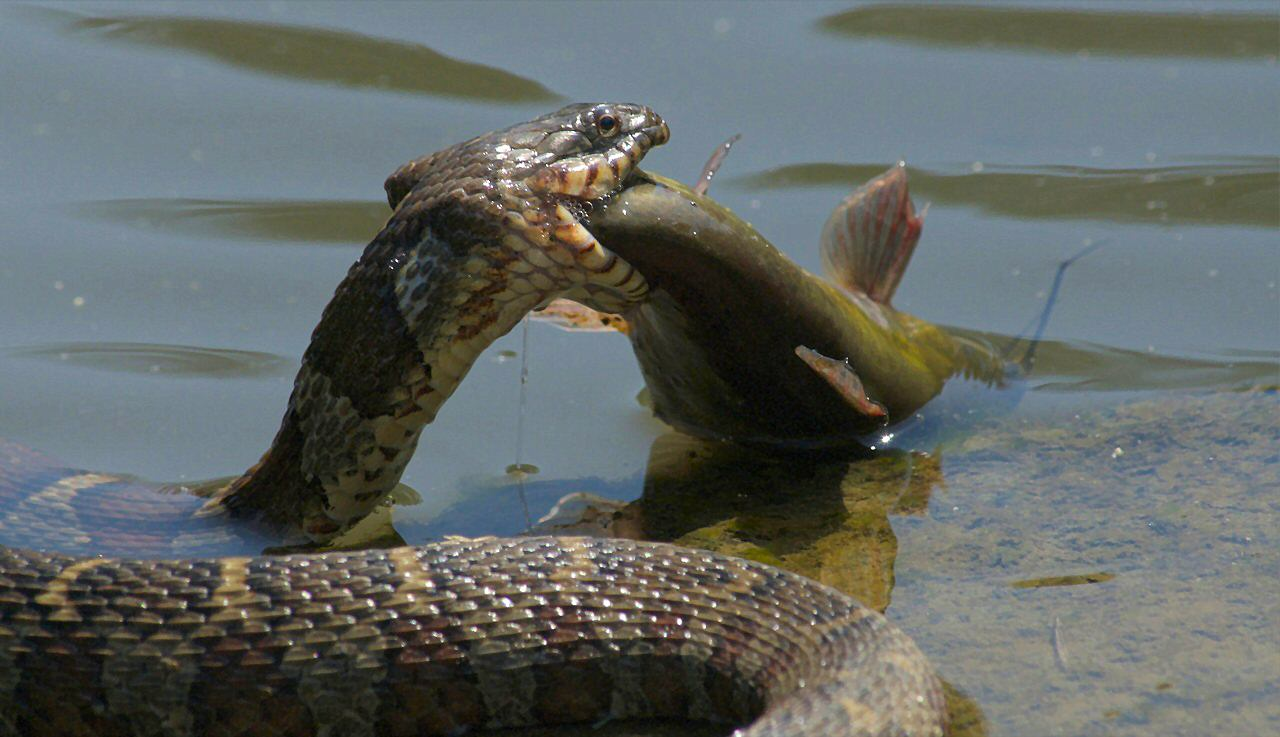
Uma serpente marinha do norte (sipedon sipedon) comendo um peixe.

São denominados por ictiófagos, ou piscívoros /ˈpɪsɪvɔər/, os animais carnívoros cuja dieta é predominantemente à base de peixes. Piscívoria era a dieta dos primeiros tetrápodes (anfíbios); insetivoria veio em seguida, depois, herbivoria foi adicionada em répteis com o tempo.